# Porumbel cu guler alb
Porumbelul cu guler alb (Columba albitorques) este o specie de pasăre din familia Columbidae. Specia este endemică în munții Etiopiei din Eritreea și Etiopia. Ocupă zonele rurale din jurul stâncilor și defileelor stâncoase și este, de asemenea, comună în centrele orașelor.
Specia este monotipică: nu sunt recunoscute subspecii.